# Dompierre-sur-Authie
Dompierre-sur-Authie település Franciaországban, Somme megyében. Lakosainak száma 423 fő (2022. január 1.). Dompierre-sur-Authie Mouriez, Raye-sur-Authie, Tortefontaine, Le Boisle, Crécy-en-Ponthieu, Estrées-lès-Crécy, Ligescourt és Ponches-Estruval községekkel határos.

## Népesség
A település népességének változása:
| Lakosok száma | 419  | 412  | 415  | 401  | 410  | 418  | 427  | 427  | 423  |
|               | 2013 | 2015 | 2016 | 2017 | 2018 | 2019 | 2020 | 2021 | 2022 |